# Igor Dodon
Igor Dodon (18 de fevereiro de 1975) é um político moldavo que ocupou o cargo de Presidente da Moldávia entre 23 de dezembro de 2016 e 24 de dezembro de 2020. Anteriormente, ele foi o líder do Partido dos Socialistas da República da Moldávia. Ele serviu como Ministro do Comércio e Economia nos governos de Vasile Tarlev e Zinaida Greceanîi de setembro de 2006 até setembro de 2009, e foi um membro do Parlamento da Moldávia de 2009 a 2016.